# Карлос Бианки
Ка́рлос Арсе́сио Биа́нки (на испански: Carlos Arcecio Bianchi) е бивш аржентински футболист и настоящ треньор по футбол. Един от най-успешните треньори в Латинска Америка за всички времена. Рекордьор по отличия за Треньор № 1 на Южна Америка с цели пет награди. Той е и единственият треньор спечелил четири пъти турнира Копа Либертадорес.

## Успехи

### Като състезател
Велес Сарсфийлд
- Шампион на Аржентина (1): 1968 (Насионал)

### Индивидуални
- Голмайстор на Аржентинска Примера дивисион (3): 1970, 1971, 1981 (Велес Сарсфийлд)
- Голмайстор на Лига 1 (5): 1974, 1976, 1977, 1978, 1979 (Реймс (2), ПСЖ (3))

### Като треньор
Велес Сарсфийлд
- Шампион на Аржентина (3): 1993 Клаусура, 1995 Апертура, 1996 Клаусура
- Копа Либертадорес (1): 1994
- Междуконтинентална купа (1): 1994
- Копа Интерамерикана (1): 1994

 Бока Хуниорс
- Шампион на Аржентина (4): 1998 Апертура, 1999 Клаусура, 2000 Апертура, 2003 Апертура
- Копа Либертадорес (3): 2000, 2001, 2003
- Междуконтинентална купа (2): 2000, 2003

### Индивидуални
- Треньор № 1 на Южна Америка (5): 1994, 1998, 2000, 2001, 2003 [1]
- Най-добър клубен треньор за годината (2): 2000, 2003 [2]